# Марія Миколаївна (1819 — 1876)
Марія Миколаївна (6 (18) серпня 1819 — 9 (21) лютого 1876) — дочка російського імператора Миколи I і сестра Олександра II, перша господиня Маріїнського палацу в Санкт-Петербурзі. У шлюбі — герцогиня Лейхтенберзька. Президент Імператорської Академії мистецтв у 1852—1876 роки.
Старша дочка і друга дитина в родині великого князя Миколи Павловича і великої княгині Олександри Федорівни, уродженої принцеси Шарлотти Прусської. Її батьки приділяли багато уваги вихованню своїх дітей і дали їм прекрасну освіту. Одружилась, закохавшись у герцога Максиміліана Лейхтенберзького, молодшого сина Ежена Богарне і онука імператриці Жозефіни.